# Норт-Елба (Нью-Йорк)
Норт-Елба (англ. North Elba) — місто (англ. town) в США, в окрузі Ессекс штату Нью-Йорк. Населення — 7480 осіб (2020).

## Демографія
Згідно з переписом 2010 року, у місті мешкало 8957 осіб у 3331 домогосподарстві у складі 1730 родин. Було 4786 помешкань
Расовий склад населення:
| - 83,9 % — білих - 9,9 % — чорних або афроамериканців - 1,3 % — азіатів - 0,6 % — корінних американців - 0,1 % — вихідців з тихоокеанських островів - 2,6 % — осіб інших рас |

До двох чи більше рас належало 1,6 %. Частка іспаномовних становила 7,3 % від усіх жителів.
За віковим діапазоном населення розподілялося таким чином: 16,0 % — особи молодші 18 років, 68,8 % — особи у віці 18—64 років, 15,2 % — особи у віці 65 років та старші. Медіана віку мешканця становила 39,7 року. На 100 осіб жіночої статі у місті припадало 139,9 чоловіків;  на 100 жінок у віці від 18 років та старших — 145,4 чоловіків також старших 18 років.
Середній дохід на одне домашнє господарство  становив 75 407 доларів США (медіана — 60 651), а середній дохід на одну сім'ю — 93 954 долари (медіана — 86 016). Медіана доходів становила 46 046 доларів для чоловіків та 39 464 долари для жінок. За межею бідності перебувало 7,5 % осіб, у тому числі 7,1 % дітей у віці до 18 років та 4,2 % осіб у віці 65 років та старших.
Цивільне працевлаштоване населення становило 3666 осіб. Основні галузі зайнятості: освіта, охорона здоров'я та соціальна допомога — 26,0 %, мистецтво, розваги та відпочинок — 25,2 %, роздрібна торгівля — 13,5 %, публічна адміністрація — 6,7 %.